# Enciclopedia Soviética Uzbeka
La Enciclopedia Soviética Uzbeka (en uzbeko: Oʻzbek sovet ensikopediyasi, OʻzSE en alfabeto latino, Ўзбек совет энциклопедияси, ЎзСЭ in alfabeto cirílico; en ruso: Узбекская советская энциклопедия, УзСЭ) es la mayor y más extensiva enciclopedia en idioma uzbeko, en 14 tomos. Es la primera enciclopedia de conocimientos generales publicada en uzbeko.
La enciclopedia fue impresa en alfabeto cirílico. Pese a contener varios artículos traducidos de la Gran Enciclopedia Soviética rusa, su cobertura de los diferentes temas mostraba su acercamiento a los intereses uzbekos.

## Historia
La enciclopedia fue publicada en Taskent de 1971 a 1980 por la Editorial de la Enciclopedia Soviética Uzbeka. El doctor Ibrahim Mumínov, miembro de la Academia de Ciencias de Uzbekistán, fue el editor jefe de los volúmenes uno al nueve. De los restantes se encargó Komiljon Zufarov. La enciclopedia no fue publicada en ruso.

## Contenido
A pesar de la influencia marxista, la enciclopedia es una fuente muy comprehensiva de conocimiento en temas económicos y sociales y en las ciencias aplicadas. La enciclopedia es valiosa por su información sobre la Unión Soviética en general y la República Socialista Soviética de Uzbekistán en particular. Cada aspecto de la vida en el Uzbekistán soviético se halla representado: historia, economía, ciencia, arte y cultura, extensas biografías de figuras prominentes de la cultura y la ciencia uzbeka no tan bien conocidas fuera de Uzbekistán.
La Enciclopedia Soviética Uzbeka contiene extensos artículos sobre sufismo y generalmente mantiene una visión positiva sobre los filósofos sufíes como Ahmad Yasavi, e inicialmente, era crítica con los escritores antisoviéticos uzbekos como Abdurauf Fitrat y Cho'lpon, como nacionalistas burgueses, pero su reputación sería rehabilitada durante el glásnost.